# 格雷夫斯伯勒 (加利福尼亞州)
格雷夫斯伯勒（英語：Gravesboro）是位於美國加利福尼亞州弗雷斯諾縣的一個非建制地區。該地的面積和人口皆未知。

## 地理
格雷夫斯伯勒的座標為36°46′23″N 119°24′41″W / 36.77306°N 119.41139°W，而該地的平均海拔高度為147米（即482英尺）。